# 磯永吉
磯 永吉（いそ えいきち、1886年11月23日 - 1972年1月21日）は、日本の農学者、作物育種学者。台北帝国大学（現台湾大学）教授。台湾米（蓬萊米）の父と呼ばれた。農学博士（北海道大学・論文博士・1928年）（学位論文「台湾稲ノ育種学的研究」）。

## 生涯
出生から修学期
1886年、広島県福山市新馬場町(霞町)で生まれた。旧制日彰館中学（現・広島県立日彰館高校）を経て、1905年に札幌農学校に入学。同学校は東北帝国大学農科大学に在学中に東北帝国大学農科大学に改組となったため、1911年に東北帝国大学農科大学を卒業。
農学研究者として(台湾時代)
1912年、台湾へ渡り、台湾総督府農事試験場に勤務。1928年、学位論文『台湾稲ノ育種学的研究』を北海道帝国大学に提出して農学博士号を取得。中央研究所勤務を経て、1930年に台北帝国大学理農学部教授に就任。同大学に熱帯農学第三講座を開設した。日本統治下の台湾において、この後約半世紀にも及ぶ台湾米の品質改良に取り組んだ。当時の台湾は食糧不足の日本に台湾米を移出していたが、長粒のインディカ種は粘りがなく、日本人の口に合わなかった。そこで、至難の業といわれたジャポニカ米とインディカ米の交配を1000種以上の膨大な数を繰り返し、この困難を克服した。しかし、この交配種は食味が良くないため、商品化されることは少なかった。その後、部下の末永仁技手によって「稲の老化防止法」が発見され、この科学的根拠をC/N比で解明。これを「若苗理論」として発表した。これによって、台湾平地でのジャポニカ種の栽培が可能になった。
太平洋戦争後

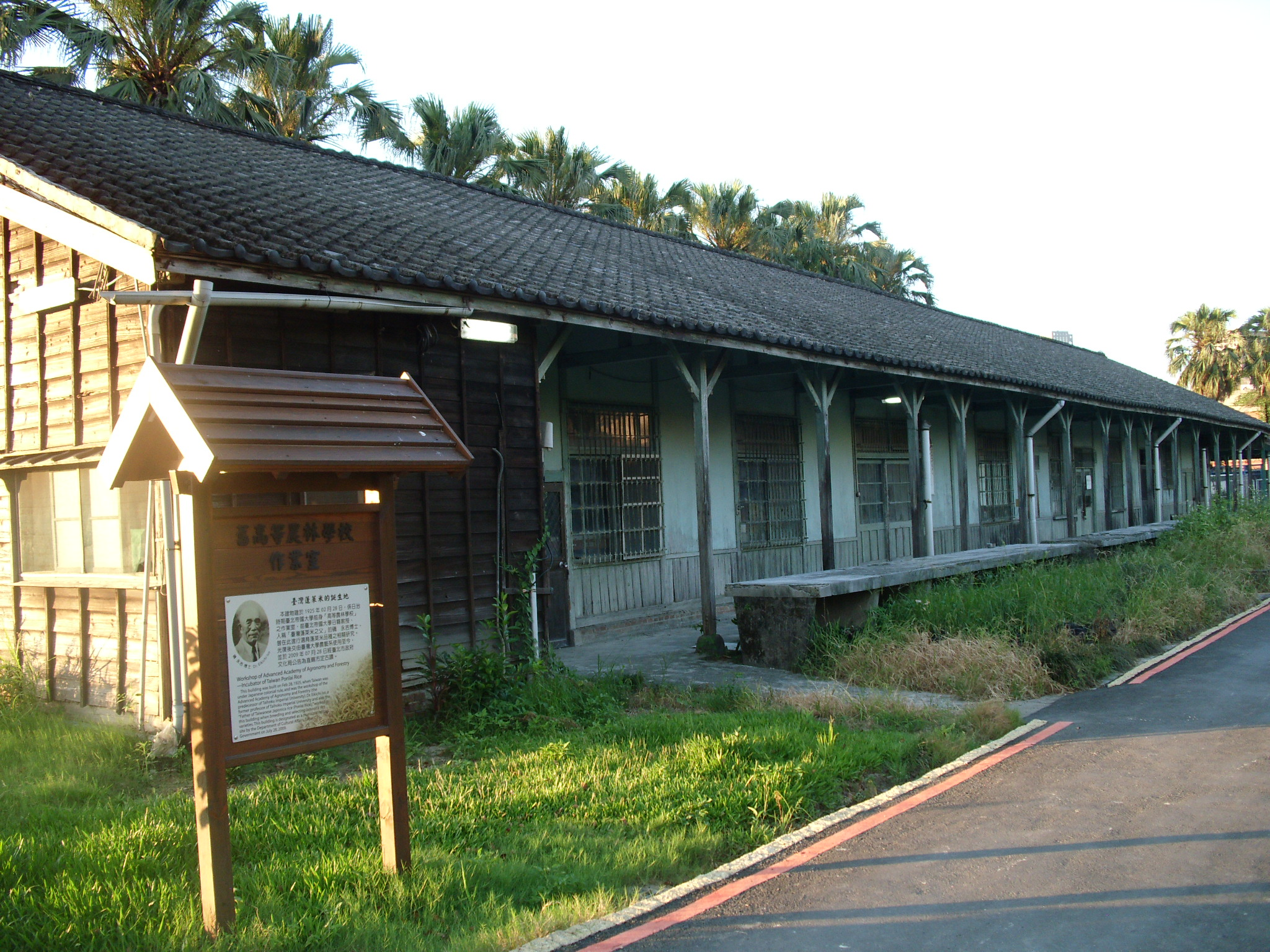
旧高等農林学校作業室。蓬萊米誕生の地で、「磯永吉紀念室」となっている

1945年の日本敗戦後も磯は請われて台湾に残り、中華民国農林庁顧問として蓬莱米の普及にあたった。「蓬莱米の父」と呼ばれ、47年にも及んだ台湾農業との付き合いを終え、1957年に帰国。帰国に際し、台湾政府は、毎年20俵の蓬莱米を終生磯に贈ることを約束し、深謝した。
帰国後は、娘のいた山口県の川口家で過ごした。1972年に死去。墓所は東京都にある。

## 受賞・栄典
- 1961年：「日本学士院賞」を受賞。
- 日本農学会より「農学賞」
- 大日本農会より「紅白有功賞」
- 台湾政府より特種領綬景星勲章が贈られた。

## 研究内容・業績
専門は育種学。南方に適した植物の品種改良に尽くした。米の品種改良で知られるが、米以外にもサトウキビ、サツマイモ、小麦などの農作物、ブタや鶏など家畜の品種研究も手掛け、磯の研究は台湾のみならず広く東南アジアの農業にも貢献した。英文著書『亜熱帯における稲と輸作物』は亜熱帯農作物のバイブルともいわれる。
台湾米の品種改良
当時至難の業といわれたジャポニカ米とインディカ米の交配を1000種以上の膨大な数を繰り返し、台湾米の品質改良に取り組んだ。育成した品種は214種にも及ぶ。1922年（大正11年）、台中農事試験場の場長だった末永仁技師との共同研究により「神力」と「亀治」の交配種が成功し、これは「台中65号」と命名された。この品種は一期作二期作共に適応し、倒伏しにくく、施肥による収穫が増える「夢のような品種」であった。「台中65号」の開発成功は多くの台湾農民に支持され、作付面積が急増した。1926年（大正15年）、台湾総督伊沢多喜男は「台中65号」を含む台湾産のジャポニカ種全体を指す言葉として「蓬莱米」と命名し、台湾の農業発展に大きく貢献した。
- 李登輝によると、「台湾は二期作で6月に収穫できる強みがあった。6月は日本では端境期で米価が一番高い。「蓬莱米」の内地（日本）への販売は急増し、日本の米作農家が圧迫され、移出規制まで行われた。台湾の南部はサトウキビの植え付けが多かったが「蓬莱米」の作付けが急増した。嘉南平野は豊かになり、大変なお金を得た地主は農村組合に預金を預けたが、1940年頃から日本は台湾での製鉄など工業化に力を入れ始めた。その時にこの資金で産業銀行が設立され、台湾の産業高度化を下支えした。この構造は戦後も続き、1965年頃までは台湾の主な輸出品は「蓬莱米」と砂糖で、稼いだ外貨が工業化に転嫁され、奇跡といわれた経済成長を実現した」（要約）と「台湾は米とサトウキビの増産で稼いだ外貨によって工業化できた」という内容の講義を行っている[4]。ただし、「米糖相克」の問題を参照。

## 死後の顕彰・評価
- 台湾の書籍『影響台湾50人』（圓神出版社、2002年）では「台湾に影響を与えた50人」として明治天皇、後藤新平、八田與一らと共に日本人12人の一人として選ばれている。2012年には、磯と、農業技師の末永仁（すえなが めぐむ、1885-1939）の胸像が台湾大学に設置された[5]。
- 国立台湾大学に胸像がある。
- 同大学内の研究室は「磯小屋」として保存されている[6][7]。